# Дербентская Джума-мечеть
Дербентская Джума-мечеть — старейшая мечеть в России и на территории СНГ. Мечеть находится в центре старой части города Дербент.

## История
Древние элементы мечети позволяют полагать, что это перестроенный христианский храм, что подтверждается строительными особенностями и базиликальным планом здания, свойственным культовым сооружениям христианских стран Закавказья. Современный облик мечети сложился к концу XIV века. Повреждённую землетрясением мечеть в 1368 году заново отстроил зодчий устад-бенна Тадж-ад-Дин ал-Бакуи. Молельный зал (70×20 м) расчленен двумя рядами колонн, соединённых стрельчатыми арками. В пристроенном квадратном зале, покрытом сферическим, с заостренной макушкой куполом, находится михраб. По его оси в центральном нефе выделено также покрытое куполом помещение, видимо, максура — место представителей Ширваншахов или местных феодалов. Мечеть выходит на вымощенную каменными плитами просторную площадь, на противоположной стороне которой в XV в. построено большое медресе, обращенное к ней стрельчатой аркадой худжр.
В 1474—1475 годах началось строительство медресе.
Количество мечетей со временем изменялось, и уже в 1796 году в Дербенте насчитывалось 15 мечетей. В 1815 году завершилось расширение и формирование всего комплекса мечети. В 1930-х годах мечеть была закрыта в ходе атеистической кампании, развернутой по всему СССР.
С 1938 по 1943 годы была перестроена в городскую тюрьму. В 1943 году постановлением из Москвы мечеть была возвращена духовенству города с правом дальнейшего использования её по прямому предназначению. В советские годы Джума-мечеть являлась крупнейшей на Северном Кавказе, а до последних лет она оставалась единственной во всем Южном Дагестане. По этой причине на пятничный намаз в Дербент съезжались верующие из разных районов Южного Дагестана.
После возвращения мечети в 1940-х годах в мечети был выработан устав мечети и избрано правление из 20 человек. Первым председателем правления джума-мечети стал Мешеди Али-Хусейн. Суннитская и шиитская общины города имеют своих имамов.
В 2015 году, в рамках подготовки к празднованию 2000-летия Дербента, в мечети были проведены реставрационные работы.

## Архитектура
Сегодня комплекс Джума-мечети состоит из главной мечети, медресе и жилых помещений для духовенства. На момент строительства мечети (733—734 гг.) она была самым крупным зданием в городе. Размеры мечети составляют: 68 м — с запада на восток, и 28 м — с юга на север. Высота купола равна 17 м.
Внутреннее пространство мечети состоит из трех нефов, разделённых квадратными столбами-опорами с профилированными капителями. Ширина среднего нефа равна 6,3 м, а боковых — по 4 м. Между столбами перекинуты стрельчатые арки.
Несмотря на свою многовековую историю, мечеть хорошо сохранилась. Джума мечеть внесена в реестр культурного наследия ЮНЕСКО.
В конце 1820-х годов писатель-декабрист Александр Бестужев-Марлинский так описывал Джума-мечеть:
«…Стих из Корана горит над главными дверями. Входите, и вдруг какой-то сумрак объемлет вас, невольное безмолвие уважения покоряет… Тихо журчит молитва правоверных; сидя на коленях или припав к ковру, они погружены в благоговение; ни слух, ни взор не взывают их внимание на окруженные предметы. Направо и налево по два ряда аркад со стрельчатыми сводами, переплетая на помосте тени столбов своих, уходят в сумрак. Там и сям купы молящихся чуть озарены бледным светом, заронившимся во мглу сквозь небольшие окна сверху. Ласточки реют под куполом и вылетают в поднебесье, будто слова моления; всё дышит отсутствием настоящего… и навевает прохладно-отрадные чувства усталому сердцу».
Двор мечети имеет размеры 55 на 45 метров. Украшают двор мечети четыре старых платана, по которым Джума-мечеть можно узнать из любой точки Дербента. В 2012 годы платаны Джума-мечети были признаны памятниками живой природы всероссийского значения и взяты под охрану Совета по сохранению природного наследия нации в Совете Федерации Федерального Собрания РФ.

## Фотогалерея

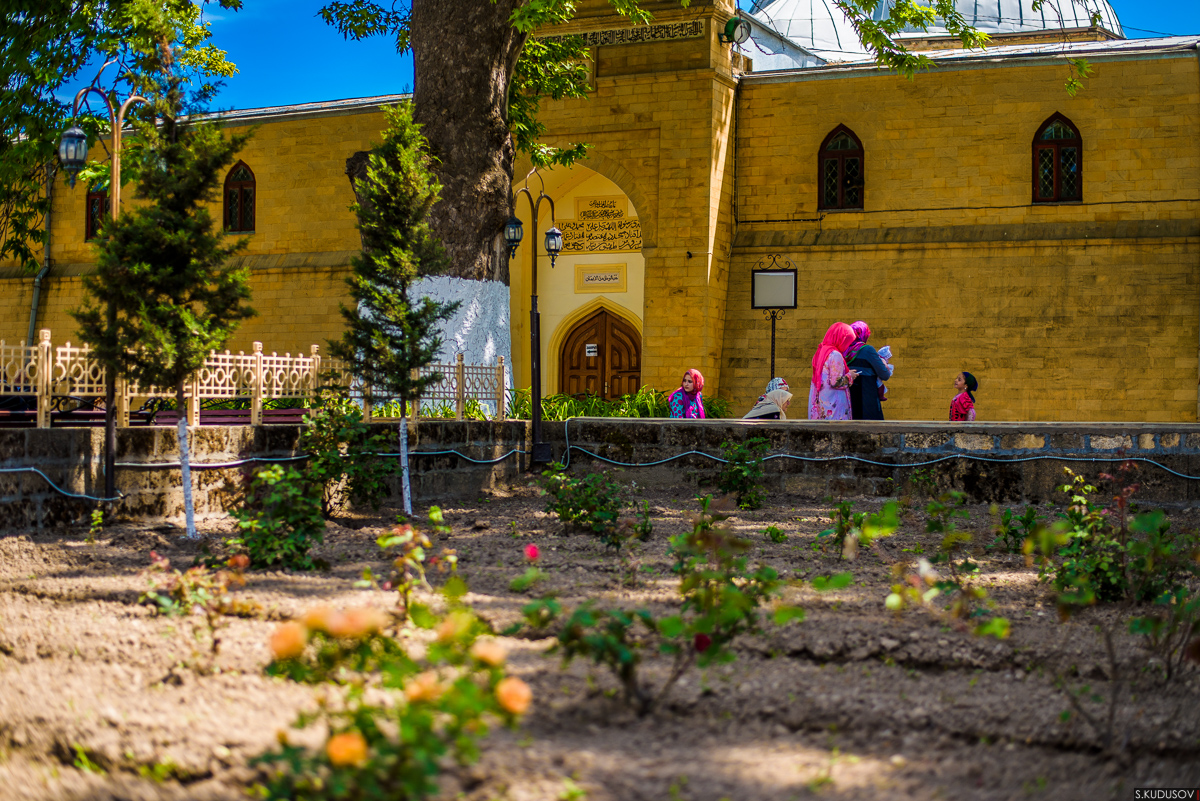
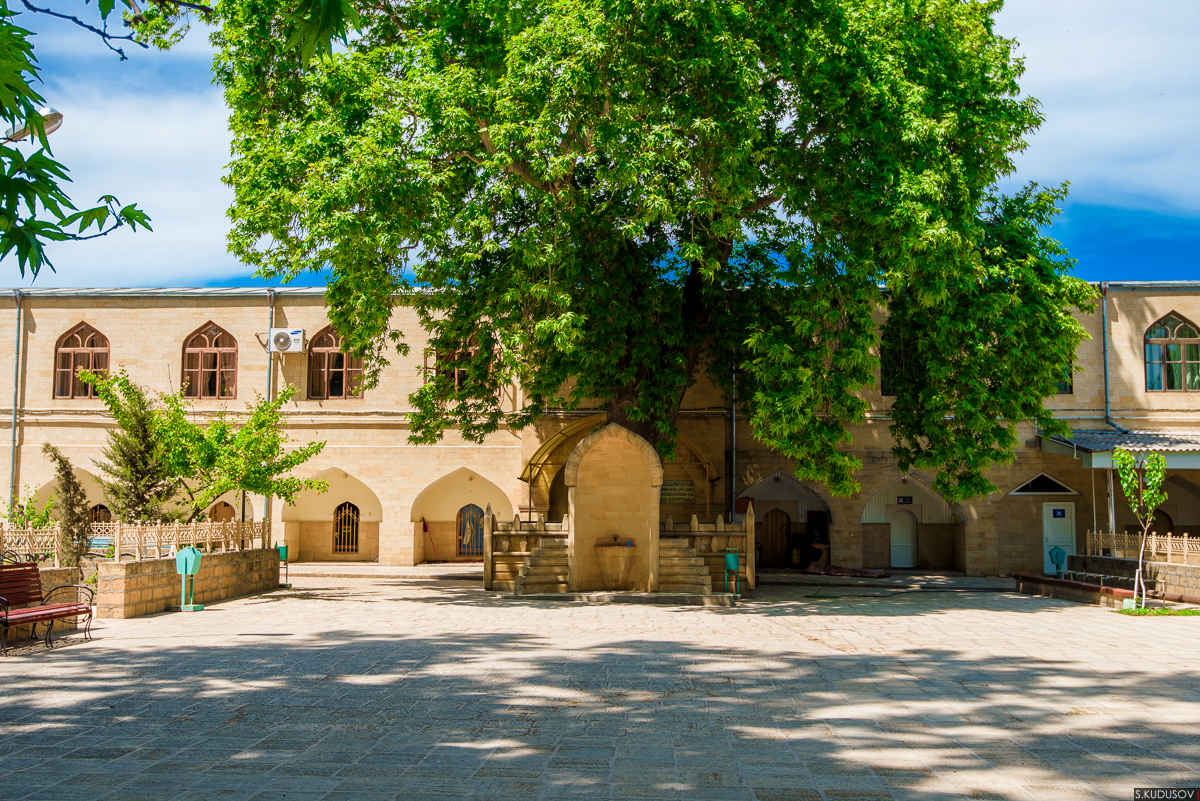
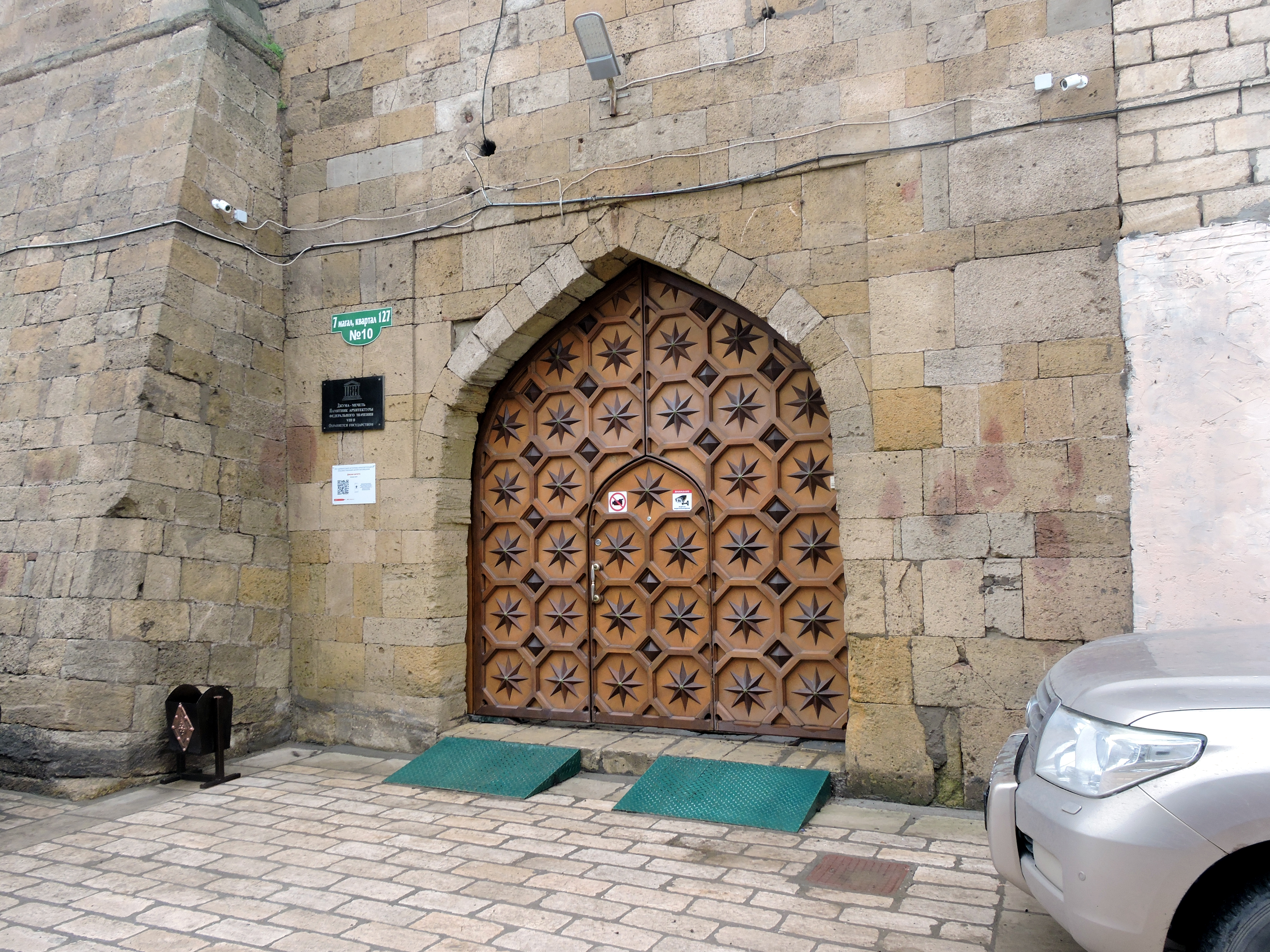
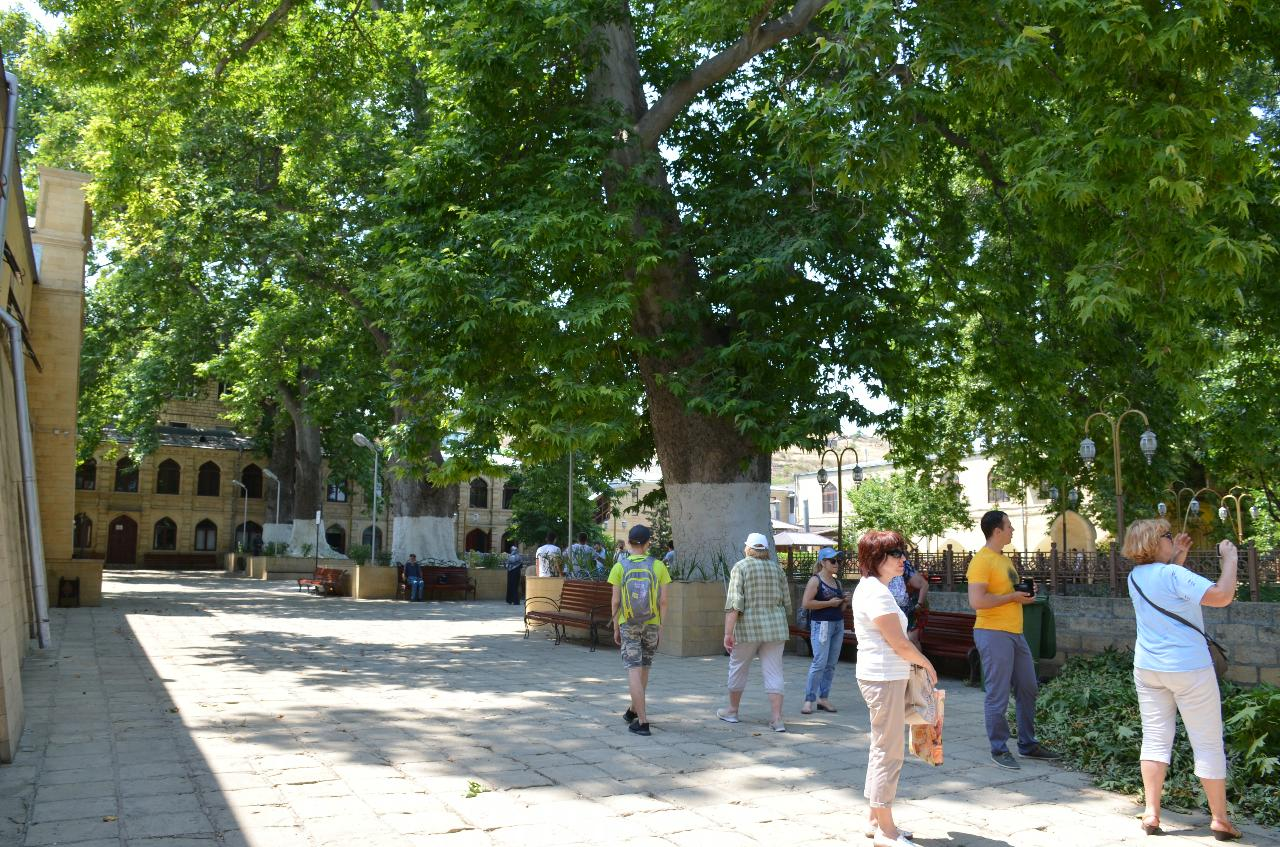
Во дворе мечети
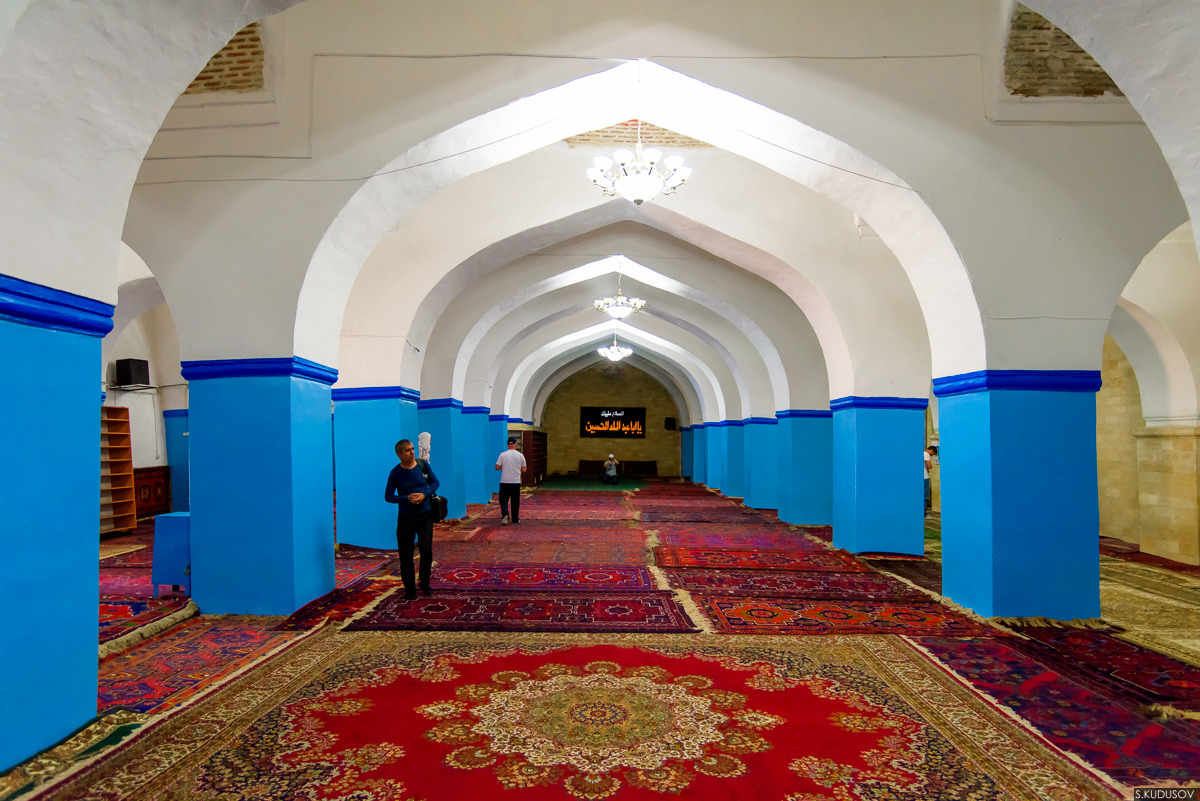
Центральный зал мечети
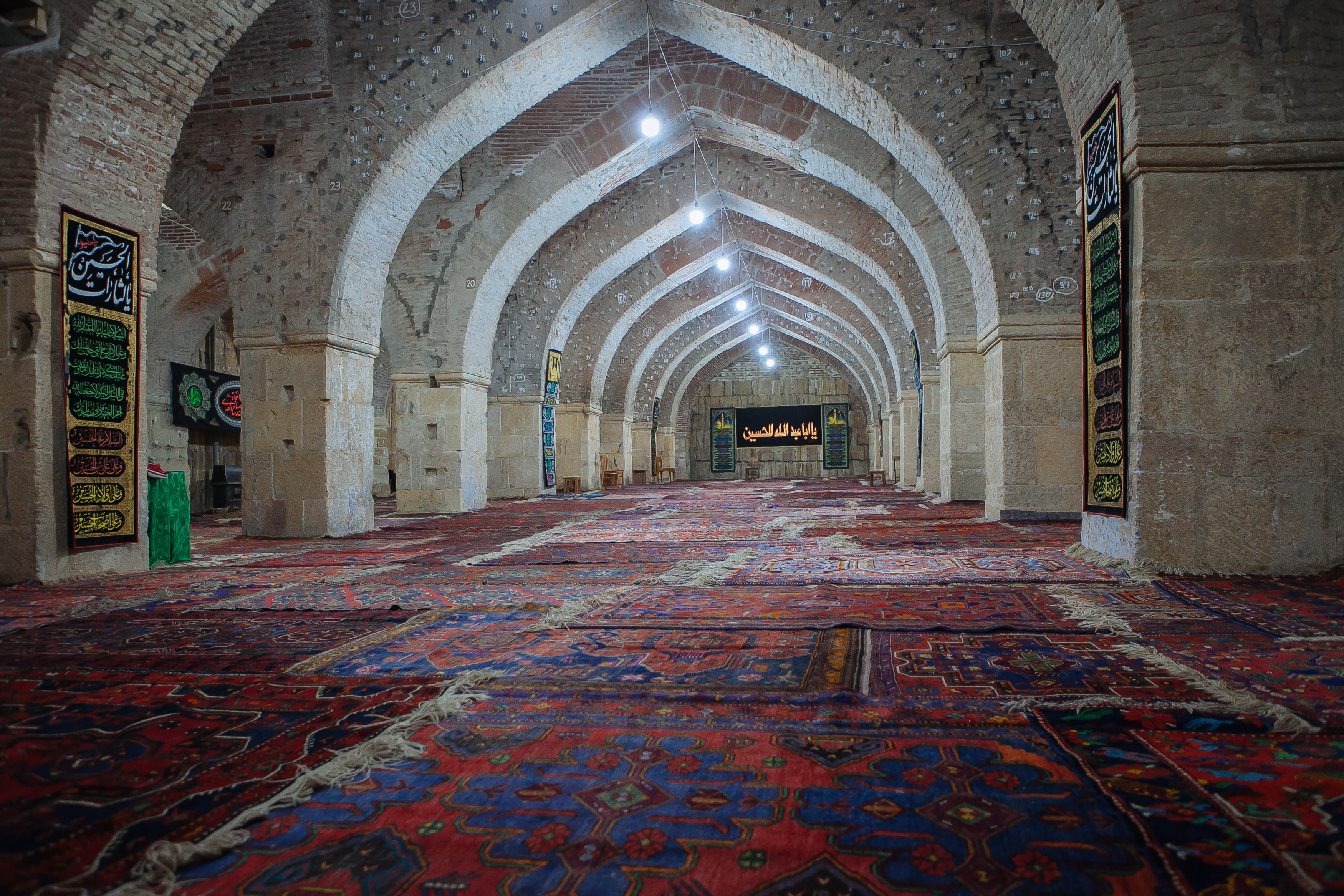